# Montague Bentley Talbot Paske Smith
Montague Bentley Talbot Paske Smith CBE (* 1886 in Kanada; † 1946) war ein britischer Diplomat.

## Leben
Er wurde auf Guernsey ausgebildet. Smith trat 1907 in den auswärtigen Dienst des Vereinigten Königreiches und begann seine Karriere mit einer Ausbildung zum Übersetzer in Japan, wo er anschließend auf verschiedenen Posten eingesetzt wurde. 1915 wurde er nach Manila entsandt, wo er 1919 geschäftsführender Generalkonsul wurde. 1921 wurde er erneut nach Japan entsandt, wo er bis 1930 in Kōbe, Nagasaki und Osaka akkreditiert war. Von 1930 bis 1931 war er erneut geschäftsführender Generalkonsul in Manila. Von 1931 bis 1932 war er geschäftsführender Generalkonsul in der chinesischen Hafenstadt Dalian.
Am 10. September 1932 wurde er Konsul in Honolulu auf Hawaii. Er wurde am 9. Juli 1936 zum britischen Botschafter in Kolumbien ernannt.

## Veröffentlichungen
- Western Barbarians in Japan and Formosa in Tokugawa days, 1603-1868. Kōbe, 1930[3]
- Early British Consuls in Hawaii. Honolulu, 1936